# Хукэм, Генри
Генри Хукэм (англ. Henry Hookham, 22 октября 1824, Лондон — 24 ноября 1898, Крайстчерч) — новозеландский шахматист и шахматный журналист.

## Биография
Родился в Англии. На родине занимался бизнесом (в частности, организовал в Лондоне фирму «Hookam’s Library», позже занял должность руководителя компании). в 1865 г. переехал с женой и детьми в Новую Зеландию. В течение нескольких лет занимался сельским хозяйством, затем стал школьным учителем. В 1885 г. вышел на пенсию.
Участник одиннадцати первых чемпионатов Новой Зеландии. Победитель первого официального чемпионата Новой Зеландии (1879 г.). Также победил в чемпионате страны 1890 г. (разделил 1—2 места с Р. Дж. Барнсом и выиграл дополнительную партию). В чемпионате 1892 / 93 гг. занял 2-е место, в чемпионате 1895 / 96 гг. — третье. Чемпион региона Кентербери 1870 г.
В 1887 г. участвовал в чемпионате Австралии, где разделил 7—8 места, набрав при этом 2 очка из 3 против призеров (победил Дж. Госсипа и сыграл вничью с Г. Чарликом и Ф. Эслингом).
Организатор и первый руководитель Шахматного клуба Кентербери.
С 1882 г. был редактором шахматного отдела газеты «Canterbury Times».

## Спортивные результаты
| Год         | Город      | Соревнование             | + | − | = | Результат | Место |
| ----------- | ---------- | ------------------------ | - | - | - | --------- | ----- |
| 1879        | Крайстчерч | Чемпионат Новой Зеландии |   |   |   |           | 1     |
| 1887        | Аделаида   | Чемпионат Австралии      | 2 | 5 | 2 | 3 из 9    | 7—8   |
| 1888 / 1889 | Крайстчерч | Чемпионат Новой Зеландии |   |   |   |           | [ 5 ] |
| 1890        | Данидин    | Чемпионат Новой Зеландии |   |   |   |           | 1—2   |
| 1890 / 1891 | Веллингтон | Чемпионат Новой Зеландии |   |   |   |           | [ 6 ] |
| 1891 / 1892 | Окленд     | Чемпионат Новой Зеландии |   |   |   |           | [ 7 ] |
| 1892 / 1893 | Крайстчерч | Чемпионат Новой Зеландии |   |   |   |           | 2     |
| 1893 / 1894 | Данидин    | Чемпионат Новой Зеландии |   |   |   |           | [ 8 ] |
| 1894 / 1895 | Веллингтон | Чемпионат Новой Зеландии |   |   |   |           | [ 9 ] |
| 1895 / 1896 | Вангануи   | Чемпионат Новой Зеландии |   |   |   |           | 3     |
| 1896 / 1897 | Крайстчерч | Чемпионат Новой Зеландии |   |   |   |           | [ 6 ] |
| 1897 / 1898 | Окленд     | Чемпионат Новой Зеландии |   |   |   |           | [ 6 ] |